# Датско-шведские отношения
Датско-шведские отношения — двусторонние дипломатические отношения между Данией и Швецией.

## История

### Cеверная война
Вторая Северная война велась между Швецией и её противниками: Речью Посполитой (1655-60), Русским царством (1656-58), Бранденбург-Пруссией (1657-60), Габсбургской монархией (1657-60) и Датско-норвежской унией (1657-58 и 1658-60), а также Республики Соединённых провинций Нидерландов. Речь Посполитая признала независимость Герцогства Пруссия и шведские завоевания в Ливонии. Швеция присоединила Сконе и Бохуслен на юге Скандинавского п-ва, но возвратила Дании Трёнделаг в Норвегии и остров Борнхольм.

### Датско-шведская война (1658—1660)
Военный конфликт между Швецией и Датско-Норвежским королевством. Конфликт явился продолжением недавно завершившейся войны. Швеция возвратила Дании Трёнделаг в Норвегии и остров Борнхольм, но удержала Сконе, Блекинге и Бохуслен на юге Скандинавского полуострова.

### Датско-шведская война (1675—1679)
Война между Данией и Швецией, проходившая главным образом на территории провинции Сконе из-за стремления Дании вернуть Сконе, Блекинге и Бохуслен на юге Скандинавского полуострова. Война окончилась подписанием Мира в Фонтенбло, Лундского мира.

### Настоящее время
В годы Второй мировой войны Дания была оккупирована войсками Германского рейха, а Швеция сохранила нейтралитет. Дания является членом Европейского союза с 1 января 1973 года, а Швеция присоединилась к ЕС 1 января 1995 года. Строительство Эресуннского моста началось в 1995 году. Несмотря на крупные происшествия — обнаружение 16 неразорвавшихся бомб времён Второй мировой войны на морском дне и перекос сегмента тоннеля — строительство переправы было закончено на 3 месяца раньше запланированного срока, 14 августа 1999 года. В этот день наследный принц Дании Фредерик и кронпринцесса Швеции Виктория встретились на середине моста, чтобы отметить завершение строительства. Официальное открытие состоялось 1 июля 2000 года с участием королевы Маргрете II и короля Карла XVI Густава в качестве почётных гостей. Переправа была открыта для движения транспорта в тот же день.

## Торговля
В 2014 году Дания для Швеции была пятым по величине рынком по экспорту товаров, поставки которых были осуществлены на сумму 78 млрд. шведских крон. В 2017 году Дания экспортировала в Швецию товаров на сумму 9,6 млрд. долларов США, что сделало эту страну вторым по величине экспортным рынком товаров для Дании.

## Дипломатические представительства
- У Дании имеется посольство в Стокгольме[4].
- Швеция содержит посольство в Копенгагене[5].